# WGBH-TV
WGBH-TV（仮想チャンネル2・VHFデジタルチャンネル5、2020年からGBHまたはGBH 2として放送上でブランド化されている）は、アメリカ・マサチューセッツ州ボストンに認可された主要な公共放送サービス（PBS）メンバーのテレビ局。ボストンのPBS二次メンバーであるWGBX-TV（チャンネル44）とスプリングフィールドのPBSメンバー局であるWGBY-TV（チャンネル57、ニューイングランド・パブリック・メディアが運営）、ボストン地域のクラスAテレビジョンサービスのビズTV系列のWFXZ-CD（チャンネル24）と公共ラジオ局WGBH (FM)（89.7 FM）とWCRB（99.5 FM）、ケープコッドのWCAIラジオ（及びサテライト局のWZAIとWNAN）を所有するWGBH教育財団の旗艦 (放送)所有物である。WGBH-TVも効果的だが、ニューヨーク市のWNETやワシントンD.C.のWETA-TVとともに、PBSの3つの主要局の1つとして非公式に機能している。
WGBH-TV、WGBX-TV、及びWGBHとWCRBのラジオ局は、ボストン北西部のブライトン (マサチューセッツ州)地区のゲスト・ストリートにあるスタジオを共有している。WGBH-TVの送信所は、マサチューセッツ州ニーダム (マサチューセッツ州)のキャボット・ストリート（州間高速道路95号線・ルート128の東）にあり、FOX系列のWFXTと共有され、姉妹局WGBX-TVおよびCBS直営局のWBZ-TV、ABC加盟局のWCVB-TV、NBC直営局のWBTS-CD（WGBXとスペクトルを共有）およびマイネットワークTV系列のWSBK-TVのフルパワーバックアップ施設として機能する旧カンデラブラタワーにある。

## 歴史

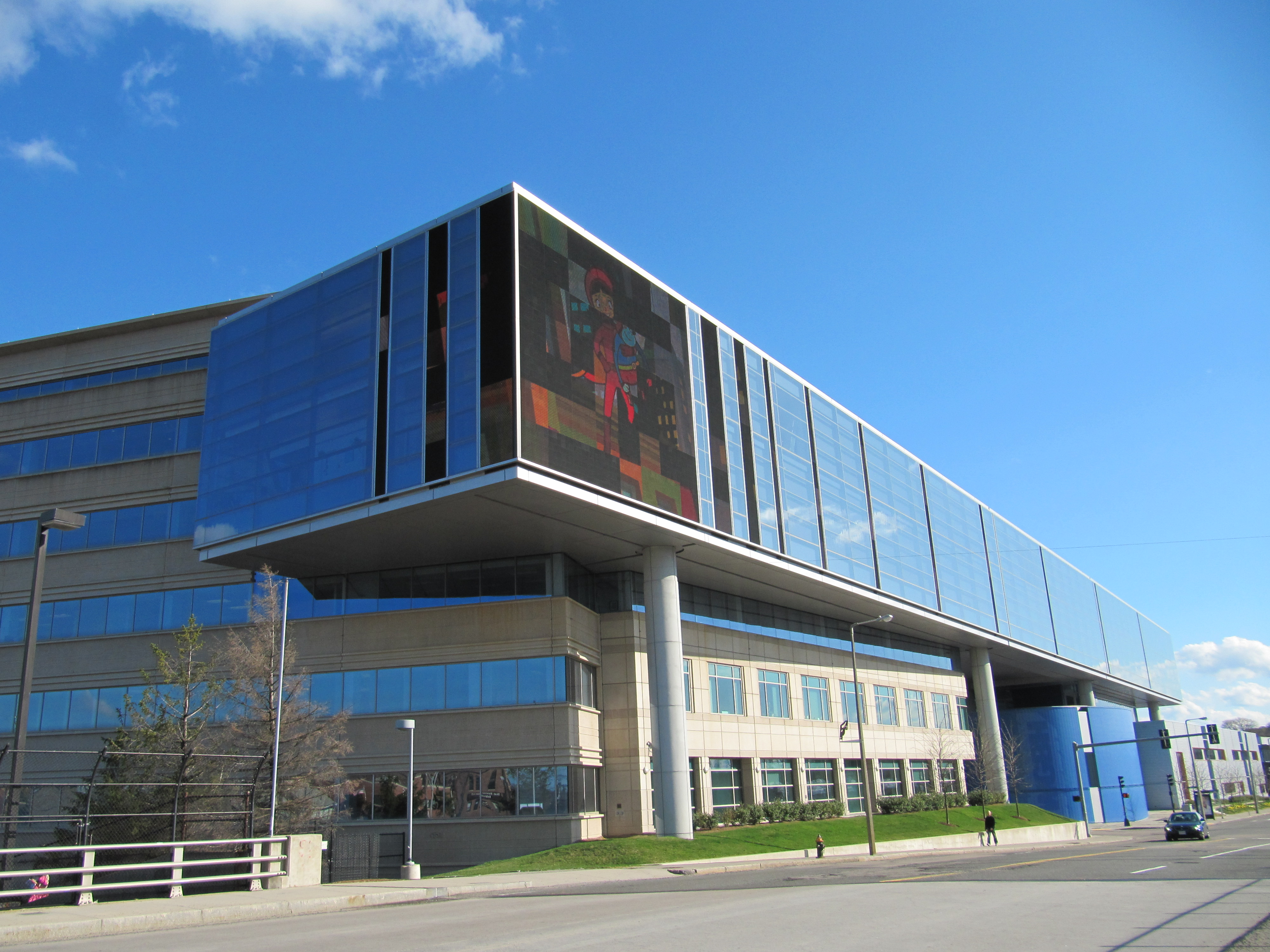
WGBHゲスト・ストリートスタジオ（「デジタル壁画」LEDスクリーン付き）

WGBH教育財団は、地元の大学と文化機関のコンソーシアムであるローウェル研究所共同放送評議会（Lowell Institute Cooperative Broadcasting Council）の後援の下で1951年4月にラジオの最初の放送免許を取得し、そのコラボレーションは繊維メーカーで、ボストン市民のための無料公開講座を呼びかけたジョン・ローウェル・ジュニア (慈善家)による1836年の遺贈に端を発している。WGBH (FM)は、ボストン交響楽団による演奏の生放送で、1951年10月6日に開局した。
連邦通信委員会（FCC）は当初、ボストンのVHFチャンネル2で送信するテレビ局を建設するためにウォルサムを拠点とする電子機器会社のレイセオンに建設許可を与えた。レイセオンは、コールサインのWRTB-TV（「Raytheon Television Broadcasting」の略）を使用して商用テレビ局を立ち上げることを計画した。しかし、いくつかの挫折と建設許可ライセンスの取り消しの後、WRTB-TVは放送に出ることはなく、FCCが非営利教育用にチャンネル2を割り当てる道を開いた。その後、WGBHはそのチャンネルで動作するためのライセンスを申請し、受け取った。WGBH教育財団は、リンカーン・アンド・テレーズ・フィレン財団（Lincoln and Therese Filene Foundation）からWGBH-TVの初期スタートアップ資金を取得した。また、記録によれば、レイセオンは、FCCがWGBHを利用できなくなった後、チャンネル2ライセンスを割り当てるように静かにプッシュした。
WGBH-TVは、1955年5月2日17:20に放送が開始され、ボストンで最初の公共テレビ局かつニューイングランドで最初の非営利テレビ局となった。最初に放送された番組は、タフツ保育園で撮影された、トニー・サレタンとメアリー・ルー・アダムスがホストを務める子供向け番組『Come and See』だった。
チャンネル2は、元々ナショナル・エデュケーショナル・テレビジョン・アンド・ラジオ・センター（National Educational Television and Radio Center、NETRC）のメンバー局として機能していたが、1963年にナショナル・エデュケーショナル・テレビジョン（NET）に発展した。放送開始から最初の数年間、チャンネル2は月曜日から金曜日の17:30から21:00までしか放送されなかった。
最初の6年間は、マサチューセッツ州ケンブリッジのマサチューセッツ・アベニュー (メトロポリタン・ボストン)84番地、マサチューセッツ工科大学（MIT）のロジャース・ビルディングの正面玄関の真向かいにあるスタジオ施設を拠点として運営されていた。最初のテレビスタジオは、元々ローラースケート場があった2階のスペースにあった。凹凸のある波状のカエデの床は、重いテレビカメラの移動を困難にし、大きなきしむ音がサウンドエンジニアを悩ませた。
コールサインは、WGBH-TVの送信所施設の元の場所として機能し、WGBHラジオの送信所が今日まで動作し続けているミルトン (マサチューセッツ州)の場所であるグレート・ブルー・ヒル（Great Blue Hill、ボストンエリアの標高635フィート（194 m）の最高点）を指す（コールサインは冗談めかして「ゴッド・ブレス・ハーバード（God Bless Harvard）」と呼ばれることもあるが、当局と大学との接続はせいぜい間接的である。ハーバードは、ローウェル研究所共同放送評議会に参加し、当局のスタジオ運営のためにオールストンのウエスタン・アベニューにあるWGBHにスペースを借りたボストン地域の大学の1つだった）。
1957年、ハートフォード・N・ガン・ジュニアがWGBHのゼネラルマネージャーに任命された。彼は後に、番組開発における彼の業績に対して、アメリカ公共放送社のラルフ・ローウェル賞（Ralph Lowell Award）を受賞した。1970年2月にPBSの社長に就任するために辞任したガンの下で、WGBHは放送局のプロファイルを改善するために技術と番組に多額の投資を行い、公共テレビ番組のプロデューサーになることを目指した。同年2月、WGBHは番組編成を初めて週末に拡大し、日曜日の14:30から18:30までの4時間のスケジュールを追加した（日曜日の放送開始時間は、後で同年5月の11:00に延長された）。1958年3月、チャンネル2は学術教育テレビ番組の提供を開始し、6年生の生徒を対象とした週8回の科学番組が開始し、「ボストン地域とその周辺の約48の別々の学校システムで」放映された。同年11月に、当局はウェスティングハウス・エレクトリックから寄贈された新しいフルパワー送信機を設置したことより、チャンネル2の送信電力が100,000ワットに増加した。

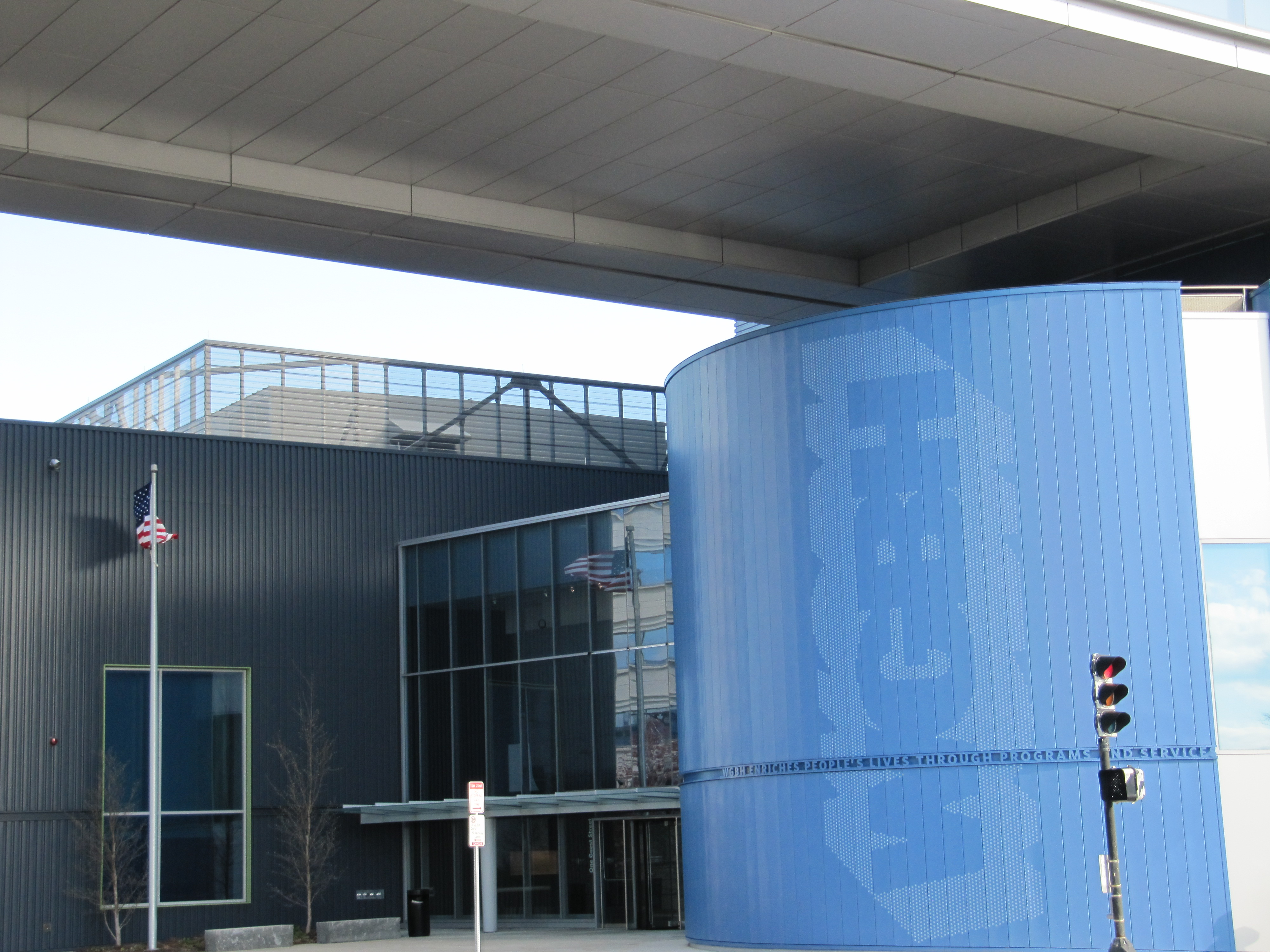
WGBHスタジオへのゲスト・ストリートの入り口

1961年10月14日早朝、大火災でケンブリッジのWGBH-TVとWGBHラジオのスタジオが壊滅的な被害を受けた。WGBH教育財団が、破壊された旧建物に代わる新しいスタジオ複合施設を建設できるようになるまで、2つの放送局は仮設オフィスで運営するように手配され、ボストン地域とニューハンプシャー州南部の様々なテレビ局のスタジオ施設からローカル番組を制作する必要があった。WGBH-TVは、ボストン大学のニューマンカトリックセンターでのマスター業務、ボストンのドーチェスター (ボストン)セクションのモリッシー・ブールバードにある当時のCBS系列のWHDH-TV (1957-1972)（チャンネル5・現在は機能せず。1972年3月現在、ABC系列のWCVB-TVが運営している）のスタジオの制作施設（深夜と週末に使用するために予約されていた）、およびそのフィルムとテープのライブラリ（火事から回収されたものを含む）は、ニューハンプシャー州ダーラムにある仲間のNET放送局のWENH-TV（チャンネル11）のスタジオに収容されていた。
WGBHは、火災発生後1日だけ放送されていなかった。大火の前に、WGBHは中古のグレイハウンドバスを購入し、それを機動テレビスタジオとして改造し始めていた。84マサチューセッツ・アベニューの建物の後ろに駐車されていたが、どういうわけか災害を乗り切り、継続的な運用のための重要な一時的な施設となった。
いくつかの地域の大学も、火事で避難した他の作戦を一時的に収容するためにチップインした。WGBHの景観学部はノースイースタン大学に移転し、芸術学部はボストン大学のキャンパスに設置され、番組編成と制作のオフィスはケンブリッジのケンドール・スクエア地区にあった。WHDH-TV、NBC系列のWBZ-TV（チャンネル4・1995年1月現在、CBS直営局）、ABC系列のWNAC-TV (ボストン)（チャンネル7・現在は機能せず。割り当ては、現在WCVB-TVである上記のWHDHとは無関係の独立放送局 (北アメリカ)WHDH (TV)によって占有されている）も、WGBHテレビ局とラジオ局の運営を再統合するための恒久的な施設が建設されるまで、技術・制作の支援を提供した。1963年8月29日、WGBH-TVとWGBHラジオはどちらも、ボストンのオールストン地区のウエスタン・アベニュー125番地に建設された新スタジオ施設から運用を開始した（当時採用されていた私書箱の住所〈P.O. Box 350, Boston, MA 02134〉は、1972年と1999年の両方で、WGBHが制作した子供向け番組『ZOOM』で使用されるジングルに関連付けられ、視聴者に番組で使用するためのアイデアを送信するように勧める）。
1966年6月18日、WGBH-TVは送信所をマサチューセッツ州ニーダム (マサチューセッツ州)の放送塔（現在はアメリカン・タワー・コーポレーションが運営している）に移し、翌年の1967年9月25日、WGBH-TVは、ボストン地域の姉妹テレビ局WGBX-TV（チャンネル44）を獲得し、同局が開局してからニーダムサイトから信号を送信している（UHFチャンネル43のWGBX-TVのデジタル信号は、タワーの最上部にあるマスターアンテナを市場のいくつかの商用放送局と共有するが、WGBH-TVのチャンネル19デジタル送信機は下部にある別のアンテナを使用する）。WGBX-TVの立ち上げは、マサチューセッツ周辺の6つの非営利テレビ局のネットワークを運営するために1960年代後半にWGBH教育財団によって開発された計画の1つの側面だった。ただし、これらの計画は意図した形で実現することはなかった。WGBX-TVのほかに、最終的に放送された唯一の他の放送局は、1971年に開始されたスプリングフィールドのWGBY-TV（チャンネル57）だった。WGBH-TVが所有する3つの追加局が立ち上げられ、その全てがコールサインに「WGB」プレフィックスを使用する予定だった。これらには、ニューベッドフォードとウースターの2つの放送局と共に、アダムズ (マサチューセッツ州)のチャンネル35で放送される予定だったWGBW （コールサインの「W」は「West」を表すものだった。その後、コールサインはウィスコンシン州ツー・リバーズ (ウィスコンシン州)のラジオ局に再割り当てされた）が含まれていた。
1968年4月5日夜、WGBH-TV（約3時間前の通知）は、マーティン・ルーサー・キング・ジュニアが暗殺された翌日のボストン・ガーデンからジェームス・ブラウンのコンサートを放送した。コンサートが暴動を引き起こすのではないかと心配し、キャンセルがさらに悪化することを確信していたボストン市長のケビン・ホワイト (政治家)は、WGBH-TVに連絡してコンサートをテレビで放映し、この地域でのボイコットを防ぐために家にいて見守るように国民に伝えた。コンサートはその後、翌日に何度も放送されれ、ボストン地域の平和を維持するのに役立った。

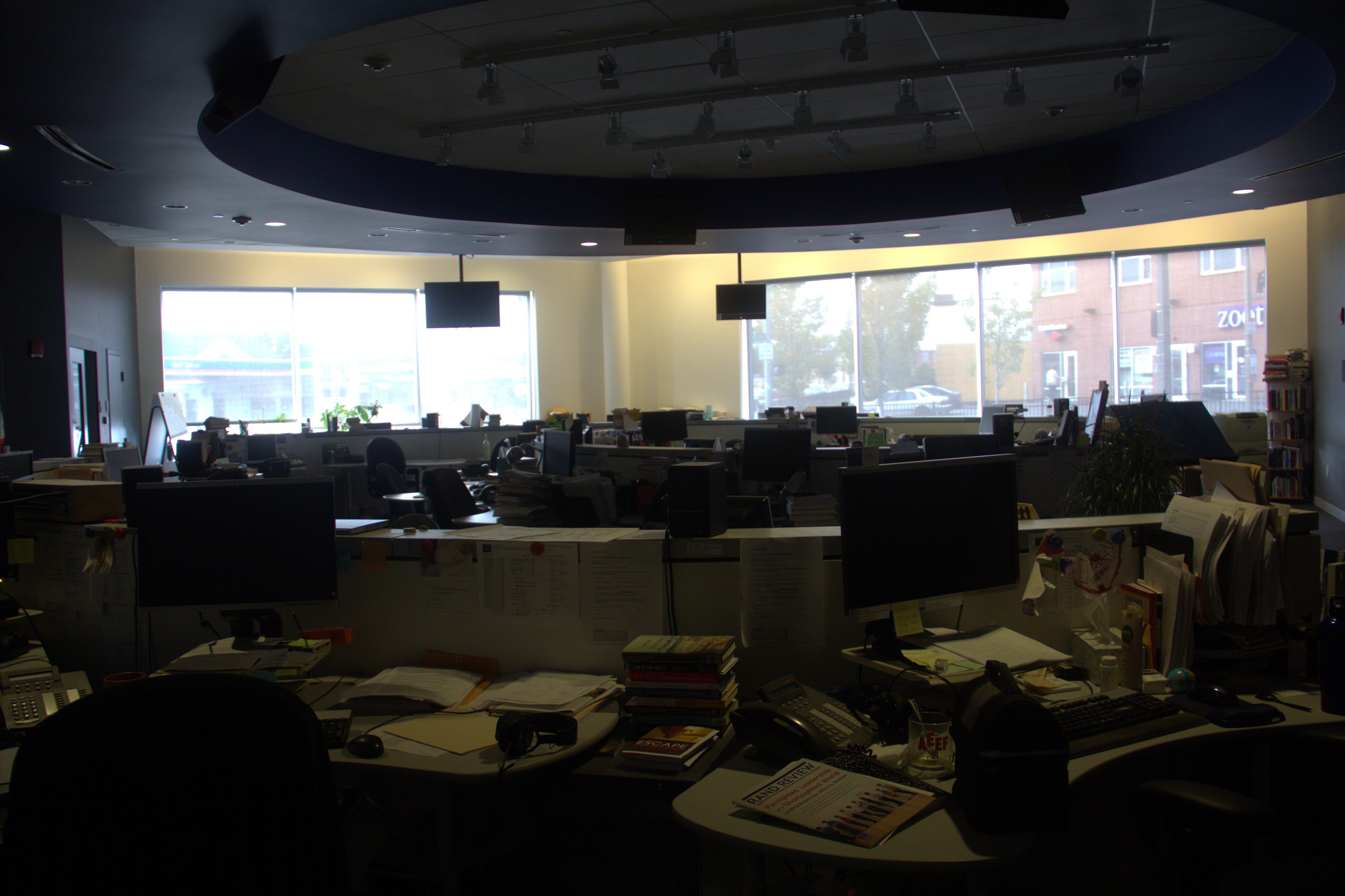
WGBHニュースルーム

1970年、WGBH-TVは、NET（これ自体は、ニュージャージー州ニューアークのアウトレットであるWNDT[現：WNET]に統合されており、アメリカ公共放送社からの要求により）に取って代わる独立した組織として立ち上げられ、かつてのネットワークの多くの機能を引き継いだ公共放送サービス（PBS）のメンバー局となった。時が経つにつれて、WGBH-TVは公共テレビのパイオニアとなり、NETやその後、PBSで見られる多くの番組を制作した。これらの番組は、当局のスタジオ施設で制作されたか、チャンネル2で制作された。
2003年10月31日、ボストン市と提携して開発されたPBS Kids Channel系列のローカルケーブルサービスであるBoston Kids & Family TVを開始した。コムキャスト（Xfinity）とRCN（RCNコーポレーション）の加入者が利用できるこのサービスは、かつては市のケーブルアクセスチャンネルの1つが占めていたチャンネルスペースを引き継ぎ、広報 (放送)番組、市主催のイベント映像、市長の記者会見が混在していた（前述のコンテンツの一部は、市が管理する教育チャンネルに移動された）。Boston Kids & Family TVは、毎日7:00から20:00まで、WGBH-TVや他のディストリビューター（WGBH-TVまたはWGBX-TVとの同時放送を避けるようにスケジュールされていた）が制作した子供向け番組と、20:00から翌朝7:00までの大人向けのテレコース番組を繰り返し放送した。同チャンネルは、2006年10月に立ち上げる予定で、サブチャンネルを計画中のネットワーク「PBS Kids Go!」と提携させることを目的としている。しかし、PBSは開局前のネットワーク「Kids Go!」を立ち上げる計画を打ち切った（PBSの既存の子供向け番組ラインナップ内の午後のみのサブブロックとしてのみブランドを立ち上げることを選択）。PBS Kidsがネットワーク運用を停止した後、Boston Kids & Family TVは、WGBH-TVパートナーシップの前にサービスによって提供された番組編成の多くを実行していたThe Municipal Channelに置き換えられた。
WGBH-TVの事業が拡大するにつれ、125ウエスタン・アベニューの建物はWGBH-TVとその姉妹局を促進するには不十分であることが判明し、いくつかの管理業務は通りを渡って114ウエスタン・アベニューに移され、2つの建物を繋ぐ歩道橋があった。2005年までに、WGBH-TVはオールストン地域の12を超える建物に施設を設置した。当局のより多くのスタジオスペースの必要性は、隣接するキャンパスを拡張したいというハーバード・ビジネス・スクールの願望と一致しており、ハーバードは、WGBH-TVスタジオが配置されていた土地をすでに所有しており、大学は、1962年に25万ドルの価値でウエスタン・アベニュー施設を建設するために使用するためにWGBH-TVに寄付した。
WGBH-TVは、2007年6月に発足した、近くのブライトンにジェームス・ポルシェック&パートナーズ（James Polshek & Partners）によって設計された新しいスタジオ複合施設を建設した。建物は、ゲスト・ストリートからノース・ビーコン・ストリートまでのマーケット・ストリートのブロックに跨っており（新しいスタジオビルのロビー入口が位置する1ゲスト・ストリートは、ビルの住所である）、ラジオスタジオはマーケット・ストリートの歩行者の通行に面している。建物の外には、30 x 45フィート（9.1m×13.7m）の「デジタル壁画」LEDスクリーンがあり、通過するマサチューセッツ・ターンパイクの通勤者に毎日異なる画像を表示する。テレビとラジオの番組は、2007年9月にWGBHの放送局が新しい施設への運用の移行を完了するまで、ウエスタン・アベニュースタジオで録画され続けた。古いウエスタン・アベニュースタジオは、ハーバード・イノベーション・ラボを収容するために2011年にハーバード大学によって改装された。
WGBH-TVは、2009年6月12日からデジタル放送のみになっている。

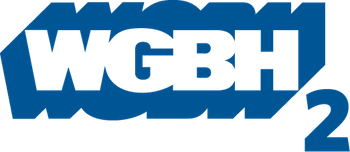
2010年から2020年までのWGBH 2ロゴ。ロゴの主要部分は、1974年から国内および企業のロゴとして使用されていた。

2020年8月27日、WGBH教育財団が全ての事業を「GBH」として再ブランド化し、その後WGBH-TVが「WGBH 2」から「GBH 2」に再ブランド化することが発表された。同財団は、「W」プレフィックスを含めることは地上波放送と同義であり、現在のマルチプラットフォーム運用を反映していないと感じた。WGBH-TVはまた、「GBH」は当局の略称として既に一般的に使用されていると述べた。ブランド変更に伴い、1974年から使用されている象徴的なワードマークロゴの修正バージョンが登場した。